# سرگی گواردیولا

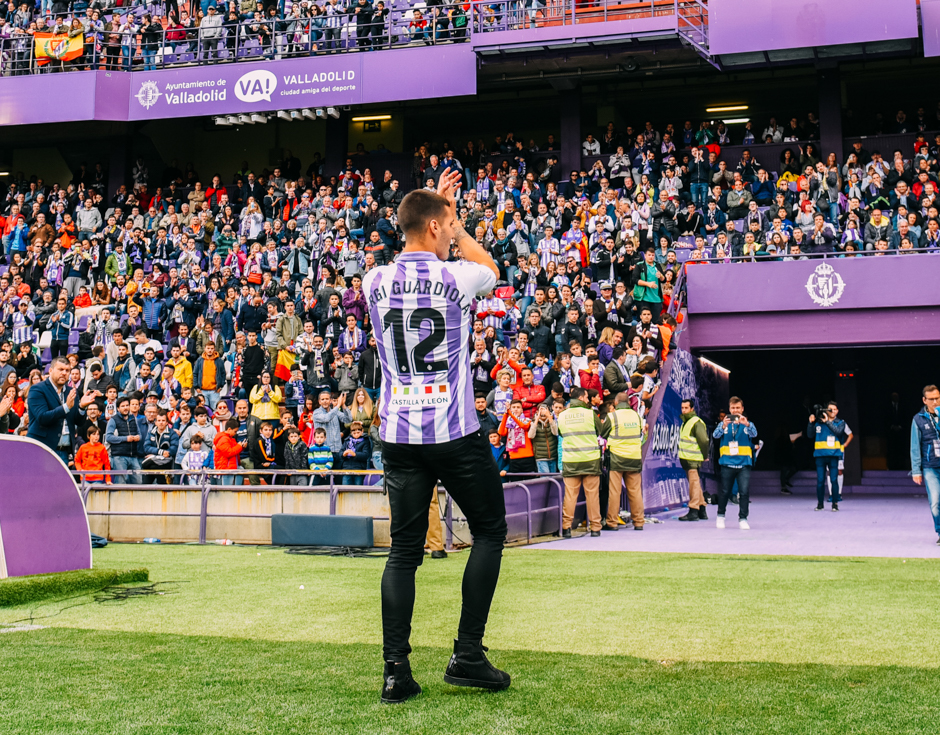
سرگی گواردیولا در سال ۲۰۱۹

سرجی گواردیولا (انگلیسی: Sergi Guardiola؛ زادهٔ ۲۹ مهٔ ۱۹۹۱) بازیکن فوتبال اهل اسپانیا است.
از باشگاه‌هایی که در آن بازی کرده‌است می‌توان به باشگاه فوتبال رئال مورسیا، باشگاه فوتبال رئال وایادولید، باشگاه فوتبال آدل، باشگاه رکون، باشگاه فوتبال کور، باشگاه فوتبال بارسلونا بی، و باشگاه فوتبال ختافه اشاره کرد.